# Showroom
Um showroom é um grande espaço usado para exibir produtos ou entretenimento.

## Localização de marketing

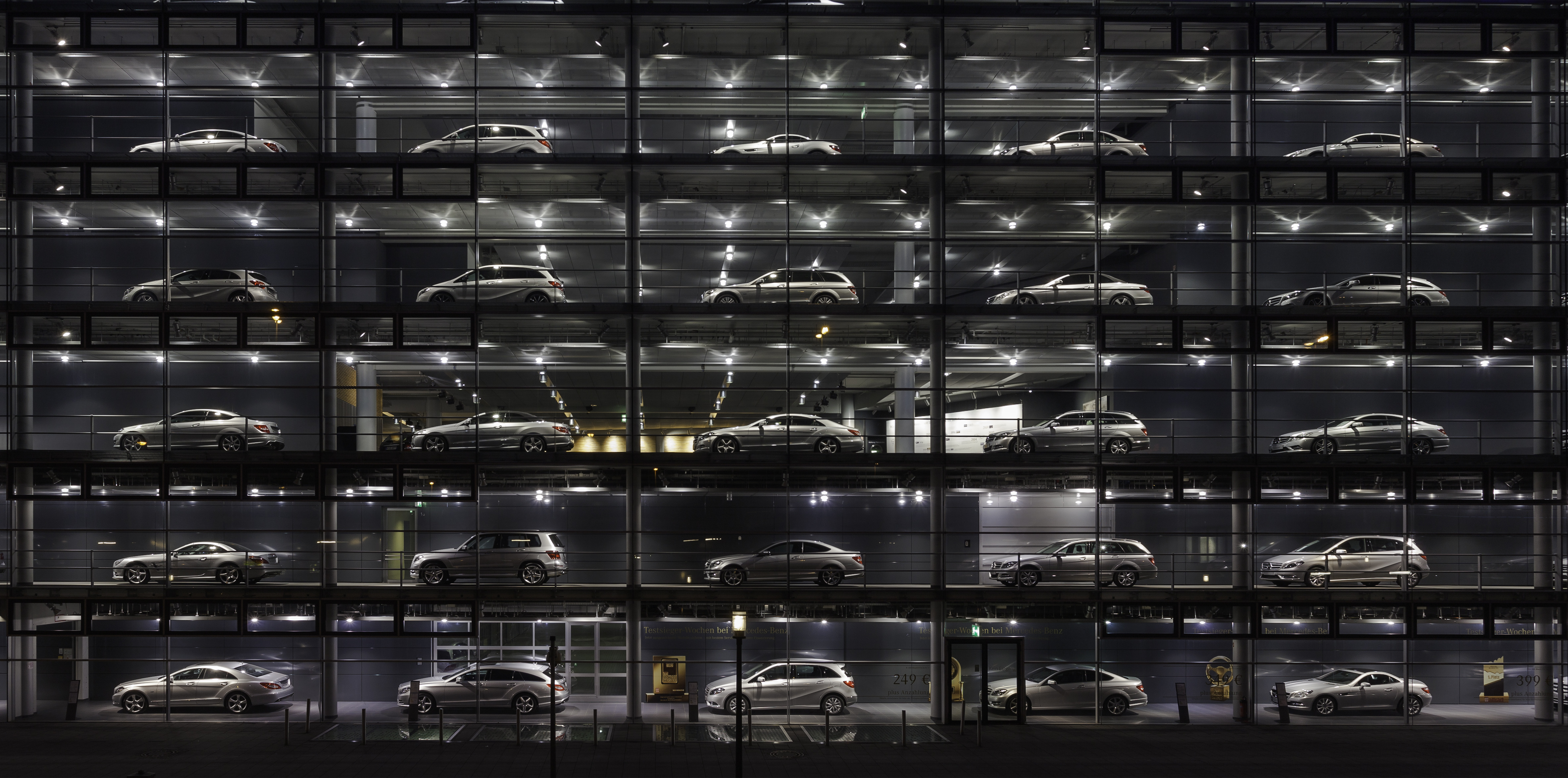
Showroom da concessionária de automóveis

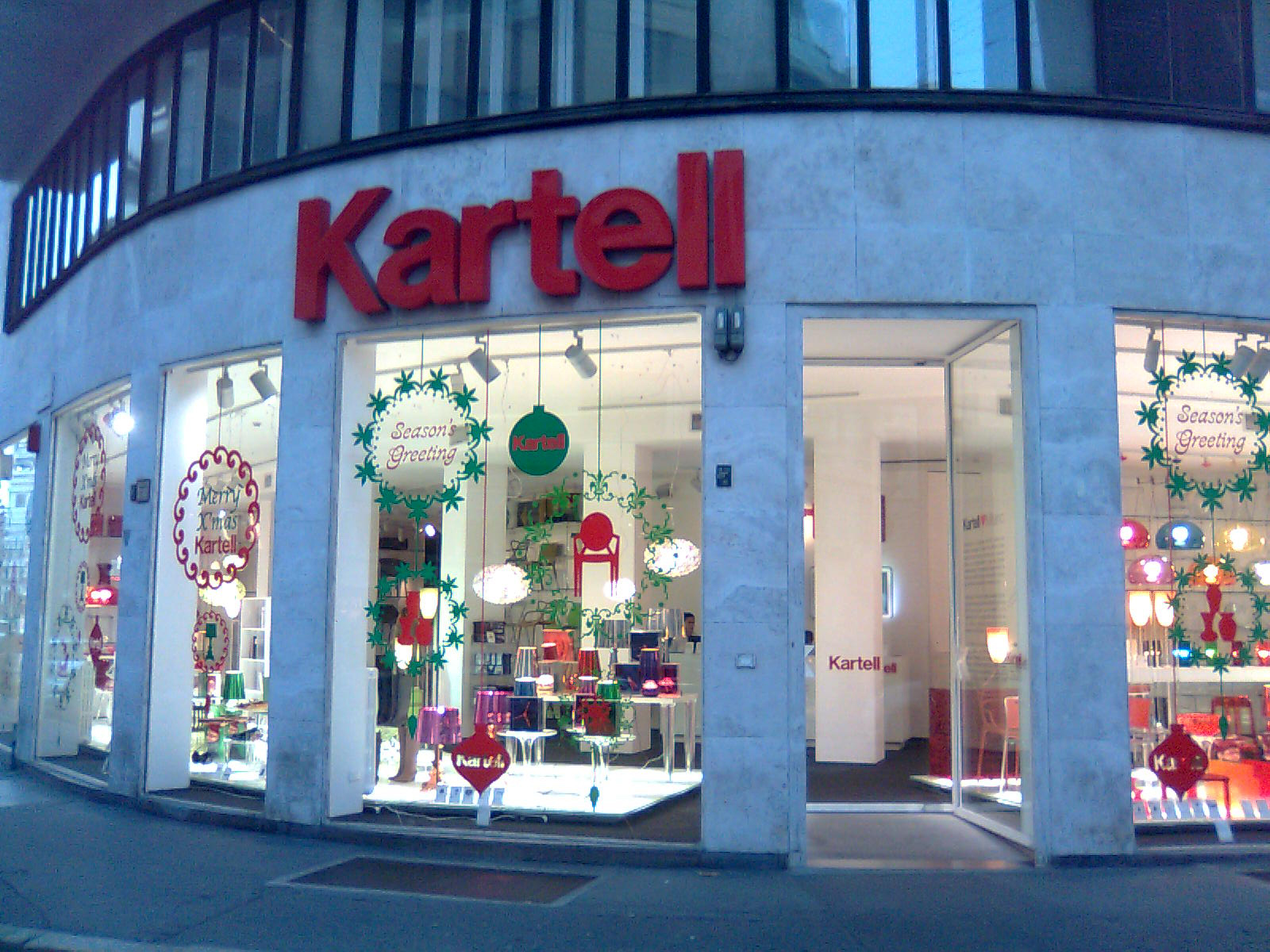
Showroom da Kartell na Via Turati, Milão, Itália

O showroom é um grande espaço utilizado para expor produtos à venda, como automóveis, móveis, eletrodomésticos, carpete ou vestuário . É uma loja de varejo de uma empresa onde os produtos são colocados à venda em um espaço criado por sua marca. Um showroom também pode ser um espaço para compradores atacadistas verem mercadorias de moda à venda em suas lojas de varejo.
Dentre as diversas formas de showroom, uma vem aumentando significativamente. O modelo de 'guide shop' é uma estratégia que muitas marcas encontraram para estar presentes tanto nas lojas online como físicas. Um Guide Shop é uma espécie de showroom onde o cliente pode experimentar os produtos e comprá-los para que sejam entregues na sua casa. As lojas de moda estão adotando os showrooms, tais como 'guide-shops', para uma experiência de marca imersiva, além de ter a vantagem de não necessitar de estoque nas lojas. Além disso, seus clientes se sentem mais confiantes antes de comprar o produto, diminuindo as taxas de devolução.
Os locais mais famosos do mundo para um showroom, geralmente na forma de um cluster, são os Champs Elysees em Paris e o Merchandise Mart em Chicago.
Um dos maiores showrooms do mundo é de 35.000 metros quadrados,o Showroom da BMW em Abu Dhabi. O maior complexo de showrooms é de 216 000 metros quadrados, que é o showroom de carros em Istambul chamado Autopia Europia .

## Local de entretenimento
Um showroom é um espaço fechado permanente usado para apresentar uma performance . Às vezes, ele é personalizado para um programa específico; por exemplo, o showroom do Las Vegas Hilton que foi usado para a ópera rock Starlight Express e personalizado com rampas de concreto na área do palco e na área de estar.
Alguns showrooms são usados diariamente, enquanto outros são usados apenas quando um artista é contratado para se apresentar. Em alguns casos, um showroom é alugado para um artista, que então fica com toda a renda em vez de ser pago pelo proprietário do showroom.

## Showroom temporário
Em capitais da moda como Nova York, Paris, Milão ou Londres é possível encontrar showrooms temporários. Esses lugares podem ser alugados em uma base diária ou semanal. Alguns showrooms temporários são gerenciados com a ajuda de agências de gerenciamento de eventos . A maioria é administrada e operada por representantes de vendas internos ou contratados naquele território. Os showrooms temporários também podem ser lojas pop-up, que são espaços de vendas de curto prazo.

## Showroom de realidade aumentada
A fabricante de automóveis Ferrari introduziu recentemente a tecnologia de realidade aumentada em seus showrooms, para fornecer aos clientes uma abordagem mais prática na compra de um veículo.